# Tseraskiy (cráter)
Tseraskiy es un cráter de impacto perteneciente a la cara oculta de la Luna. Se encuentra al norte-noreste de la enorme planicie amurallada del cráter Planck, y al sureste del cráter Pauli. Al este-noreste de Tseraskiy se localiza Crocco. Recibe su nombre en honor a Vítold Tseraski.
|  |

Es una formación de cráteres erosionada, con el borde exterior desgastado hasta formar una cresta aproximadamente circular con bordes redondeados. Este cráter se superpone a otro cráter más antiguo ubicado en el lado suroeste. Un pequeño cráter yace en el exterior del borde al noreste, y el suelo interior es relativamente llano, aunque marcado por varios cráteres pequeños particularmente en su mitad occidental.
En algunas publicaciones el nombre aparece escrito como Ceraski.

## Cráteres satélite
Por convención estos elementos son identificados en los mapas lunares poniendo la letra en el lado del punto medio del cráter que está más cercano a Tseraskiy.
|           | \| Tseraskiy \| Coordenadas \| Diámetro \| \| --------- \| ------------------------------- \| -------- \| \| K \| 53°00′S 144°36′E / -53.0, 144.6 \| 45 km \| \| P \| 51°18′S 139°36′E / -51.3, 139.6 \| 33 km \| |          |
| Tseraskiy | Coordenadas | Diámetro |
| K         | 53°00′S 144°36′E / -53.0, 144.6 | 45 km    |
| P         | 51°18′S 139°36′E / -51.3, 139.6 | 33 km    |